# Han Diekmann
Han Diekmann, voluit Johann Heinrich Diekmann (Amsterdam, 29 juli 1896 - Heemstede, 12 november 1989), was een Nederlandse homo-emancipator.
Diekmann was ondernemer. In 1939-1940 stelde hij aan de redactie van het eerste succesvolle tijdschrift voor en door homoseksuelen, Levensrecht, bestaande uit Bob Angelo (Niek Engelschman) en Arent van Santhorst (Jaap van Leeuwen), zijn naam, adres, gironummer en een stencilmachine ter beschikking. Diekmann was de enige die met zijn echte naam in het tijdschrift voorkwam.
In de schoot van het tijdschrift "Levensrecht" kwam de lezersgroep 'Ons Leven' tot stand, de prille voorloper van de vereniging COC. 

Ook na de oorlog bleef Diekmann nog lang actief in de vereniging, onder meer als bestuurslid.